# 封永顺
封永顺（1911年12月1日—1996年），中国人民解放军将领、中国人民解放军开国少将。
曾任中国人民解放军总军械部第一副部长。1955年，授予中国人民解放军少将。